# Geraldo Júlio
Geraldo Júlio de Mello Filho (Recife, 17 de março de 1971) é um político brasileiro filiado ao PSB. Foi prefeito do Recife entre 2013 e 2020.

## Biografia
Geraldo Júlio de Mello Filho nasceu na cidade do Recife, capital do estado brasileiro de Pernambuco, em 17 de março de 1971, filho do arquiteto Geraldo Júlio Mattos de Mello e de dona Maria Ângela de Abreu e Lima Mello. É neto paterno de Júlio Fernandino de Barros Mello e Maria Dulce Mattos de Mello e por parte materna de Ângelo de Abreu e Lima e Maria Cândida Ziegler de Abreu e Lima. Casado com a médica Cristina de Paula Quirino Mello desde 1998, é pai de três filhos. É auditor concursado do Tribunal de Contas do Estado desde 1992.
Possui graduação em Administração pela Universidade de Pernambuco (UPE) e pós-graduação em Administração Pública pela mesma universidade.
Atuou no terceiro mandato de Miguel Arraes a frente do governo de Pernambuco e, em 2000, foi diretor de planejamento na Secretaria de Administração da Prefeitura do Recife.
Entre 2003 e 2006 atuou junto a Eduardo Campos no Ministério da Ciência e Tecnologia durante o primeiro governo de Lula.
No governo de Eduardo Campos, assumiu a Secretaria de Planejamento de Pernambuco  em 2007 e, quatro anos depois, foi secretário estadual de Desenvolvimento Econômico. e atuou como presidente do Porto de Suape.
Nas eleições de 2012, foi candidato à prefeitura do Recife, pelo PSB, sendo eleito no 1º turno, com 51,15% dos votos válidos.
 Em uma pesquisa realizada no início de 2014, Geraldo Júlio foi o segundo prefeito mais bem avaliado do Brasil, ficando atrás apenas de ACM Neto.
Foi reeleito prefeito do Recife com 61,30% dos votos no segundo turno das eleições em 2016.
No dia 23 de Julho de 2018, o Tribunal Regional Eleitoral em Pernambuco (TRE-PE) divulgou uma lista de responsáveis por contas julgadas irregulares pelo Tribunal de Contas do Estado (TCE-PE) desde 2009. A relação inclui os nomes de 1,4 mil gestores públicos no estado que tiveram as contas rejeitadas no exercício de cargos ou funções públicas pelo TCE. O então Prefeito do Recife, Geraldo Júlio (PSB), teve rejeitadas as contas do período em que presidia o Porto de Suape, em Ipojuca, no Litoral Sul do estado. A deliberação ocorreu em 29 de agosto de 2017.
Na Eleição municipal de Recife em 2020, apoiou o deputado federal João Campos como seu sucessor, sendo ele eleito no segundo turno. Com a sua saída da prefeitura, Geraldo Júlio foi nomeado novamente Secretário do Desenvolvimento Econômico. Foi cotado para ser o candidato do PSB para Governador de Pernambuco em 2022, o que acabou não se concretizando. Em janeiro de 2023 voltou a trabalhar no Tribunal de Contas de Pernambuco.